# Rolnicze zrzeszenie branżowe
Rolnicze zrzeszenie branżowe – specjalistyczna społeczno-zawodowa organizacja rolników indywidualnych, mająca na celu wspieranie i obronę interesów rolników wobec instytucji państwowych, którzy wyspecjalizowali się w określonej gałęzi produkcji roślinnej lub zwierzęcej.

## Rolnicze zrzeszenia branżowe w okresie międzywojennym
W okresie międzywojennym związki i zrzeszenia branżowe funkcjonowały w oparciu o rozporządzenie Prezydenta RP z 1932 r. Były to związki działające jako dobrowolne zrzeszenia o celach niezarobkowych. Według rozporządzenia stowarzyszenie mogło liczyć niemniej niż trzech członków, musiały określić cel i środki działania, sposób powoływania zarządu oraz określić teren działania. Stowarzyszenia rolnicze swoimi korzeniami sięgają okresu sprzed I wojny światowej.

## Rolnicze zrzeszenia branżowe w okresie PRL oraz III RP

### Wznowienie działalności rolniczych zrzeszeń branżowych
Na przełomie roku 1956/57 reaktywowano ruch kółek rolniczych, z jednoczesnym wyłanianiem sekcji branżowych producentów rolnych. Oddolne inicjatywy rolników znalazły potwierdzenie w dokumentach I Krajowego Zjazdu Kółek Rolniczych w 1959. Ogniwa branżowe stały się integralną częścią kółek rolniczych, które rozwijały się w związku ze specjalizację produkcji rolniczej. Zgodnie z uchwałą centrali kółek rolniczych z 1961 związki branżowe mogły liczyć na wsparcie środków zgromadzonych w Funduszu Rozwoju Rolnictwa, na warunkach i zasadach ustalonych w przepisach. Pomoc obejmowała wsparcie przy zakupie maszyn i narzędzi rolniczych, ułatwieniach w dostępie do deficytowych środków produkcji i do korzystanie z kredytów bankowych na preferencyjnych warunkach.

### Rolnicze zrzeszenia branżowe pod względem liczbowym
Według danych rocznika statystycznego GUS z 1971 r. ogólna liczba kół powiatowych, sekcji i członków przedstawiała się następująco:
| Rok  | Koła powiatowe (rejonowe) | Sekcje | Członkowie (w tys.) |
| ---- | ------------------------- | ------ | ------------------- |
| 1965 | 2279                      | 62 601 | 2147,3              |
| 1966 | 2269                      | 61 454 | 1790,1              |
| 1967 | 2235                      | 61 717 | 1776,0              |
| 1968 | 2582                      | 63 490 | 1826,8              |
| 1969 | 2604                      | 61 018 | 1903,7              |

Liczba kół powiatowych, sekcji i członków w ujęciu poszczególnych związków i zrzeszeń branżowych przedstawiała się następująco (1969):
| Związki i zrzeszenia branżowe                     | Koła powiatowe (rejonowe) | Sekcje | Członkowie (w tys.) |
| ------------------------------------------------- | ------------------------- | ------ | ------------------- |
| Związek Plantatorów Roślin Okopowych              | 263                       | 20 611 | 880,4               |
| Związek Plantatorów Roślin Oleistych              | 230                       | 6971   | 134,3               |
| Polskie Zrzeszenie Plantatorów Roślin Włóknistych | 226                       | 4432   | 109,6               |
| Związek Plantatorów Tytoniu                       | 52                        | 4665   | 191,0               |
| Związek Plantatorów Chmielu                       | –                         | 174    | 2,5                 |
| Polski Związek Zielarski                          | 42                        | 1037   | 32,0                |
| Polski Związek Plantatorów Wikliny                | –                         | 98     | 2,9                 |
| Związek producentów Trzody Chlewnej               | 301                       | 13 787 | 304,5               |
| Zrzeszenie Związków Hodowców Owiec                | 230                       | 3468   | 63,3                |
| Polski Związek Hodowców Koni                      | 303                       | –      | 32,9                |
| Zrzeszenie Związków Hodowców i Producentów Drobiu | 324                       | 4740   | 98,7                |
| Polski Związek Hodowców Drobnego Inwentarza       | 300                       | –      | 16,0                |
| Polski Związek Pszczelarstwa                      | 333                       | 1035   | 35,6                |

### Rolnicze zrzeszenia branżowe w świetle ustawy z 1982 r.
Od 1982 r. związki i zrzeszenia branżowe funkcjonowały w oparciu o ustawę sejmową o społeczno-zawodowych organizacjach rolników. W myśl ustawy rolnicze zrzeszenia branżowe są dobrowolną, niezależną i samorządną, społeczno-zawodową organizacją, reprezentującą i broniącą praw i interesów rolników indywidualnych specjalizujących się w określonej gałęzi produkcji roślinnej lub zwierzęcej. Rolnicze zrzeszenia branżowe zrzeszały się w związki rolniczych zrzeszeń branżowych lub krajowe związki branżowe. Członek rolniczego zrzeszenia branżowego mógł być równocześnie członkiem kółka rolniczego.

### Rolnicze zrzeszenia branżowe po względem liczbowym (1982)
W szesnaście działających związkach i zrzeszeniach branżowych skupionych było około 957,7 tys. członków. W produkcji roślinnej działały następujące organizacje: Związek Plantatorów Roślin Okopowych (337,3 tys. członków), Związek Plantatorów Tytoniu (129,5 tys. członków), Związek Plantatorów Roślin Oleistych (54,8 tys.), Polskie Zrzeszenie Plantatorów Roślin Włóknistych (57,7 tys.), Polski Związek Ogrodniczy (56,1 tys.), Polski Związek Zielarski (20,2 tys.), Polski Związek Plantatorów Wikliny (1,5 tys.), Związek Plantatorów Chmielu (2,1 tys.). W produkcji zwierzęcej działały następujące zrzeszenia: Krajowy Związek Hodowców i Producentów Bydła (17,1 tys. członków), Zrzeszenie Producentów Trzody Chlewnej (98,9 tys.), Polski Związek Pszczelarski (107,1 tys.), Polski Związek Hodowców Koni (12,5 tys.), Zrzeszenie Związków Hodowców Owiec w Polsce (18,2 tys.), Polski Związek Hodowców i Producentów Drobiu w Polsce (32,2 tys.), Polski Związek Hodowców Drobnego Inwentarza (8,8 tys.), Zrzeszenie Producentów Ryb (3,7 tys.).

### Zadania rolniczych zrzeszeń branżowych w rolnictwie
Zadaniem związków i zrzeszeń branżowych było podnoszenie kwalifikacji zawodowych rolników w określonej specjalności, wprowadzanie do produkcji postępu rolniczego, sprawowanie kontroli społecznej w sferze zaopatrzenia i zbytu oraz współdziałanie z punktami skupu przy kwalifikowaniu i ocenie produktów rolnych. Zrzeszenia współdziałają z zakładami przemysłu rolno-spożywczego, w celu wypracowania określonych standardów postępowania w zakresie produkcji rolniczej i bezpieczeństwa żywnościowego. Zadaniem jednostek branżowych było branie udziału w procesie wprowadzania do rolnictwa nowych środków produkcji, organizowanie punktów zbioru produktów rolnych, prowadzenie ksiąg i rejestrów zwierząt hodowlanych. Organizacje branżowe współdziałają z innymi jednostkami przy kwalifikowania i ocenie produktów rolnych, przy kształtowaniu cen i formowaniu umów kontraktacyjnych. Przystąpienie Polski do Unii Europejskiej (2004) przyczyniło się do nawiązania kontaktów z bliźniaczymi sekcjami branżowymi we Wspólnocie. Polskę w COPA COGECA reprezentuje Federacja Branżowych Związków Producentów Rolnych. Celem jest zapewnienie polskim producentom rolnym niezbędnej konkurencyjności na europejskich rynkach oraz dalszą integrację polskich organizacji rolniczych z ich odpowiednikami w krajach europejskich.

### Podstawowe ogniwa organizacyjne rolniczych zrzeszeń branżowych
Podstawowymi ogniwami organizacyjnymi zrzeszeń były wiejskie, gminne lub rejonowe sekcje bądź koła hodowców, plantatorów i producentów. Z kolei w województwach działały zarządy wojewódzkie, względnie okręgowe, które obejmowały obszar odpowiadający zasięgowi działania zakładów i przedsiębiorstw właściwego przemysłu przetwórczego. W związkach i zrzeszeniach o małej liczbie członków zarządom głównym podporządkowane były bezpośrednio sekcje lub koła skupiające hodowców lub producentów nawet z całego województwa.

### Rolnicze zrzeszenia branżowe w świetle ustawy z 2019 r.
W 2019, 2022 i 2024, a także 2025 r. ukazało się obwieszczenie Marszałka Sejmu w sprawie ogłoszenia jednolitego tekstu ustawy o społeczno-zawodowych organizacjach rolników. Społeczno-zawodowe organizacje rolników są niezależne od jednostek administracji państwowej oraz innych jednostek organizacyjnych. Organizacje działają poprzez ustalone przez siebie statuty i wybierają w sposób demokratyczny organy (zarząd, komisje, sekcje itp.). Określają w sposób samodzielny, w ramach obowiązujących przepisów prawa, zakres, formy i przedmiot swojej działalności. W statucie określają podmiotowy i terytorialny zakres działania, cele i zadania oraz środki ich realizacji, zakres i przedmiot działalności gospodarczej. W statucie określa się obszar oddziaływania – region, województwo lub kraj.
W ustawie z 2019 r. stwierdzono, że organizacje rolników, reprezentując potrzeby oraz interesy zawodowe i społeczne rolników indywidualnych, a więc uczestniczą w:
1. kształtowaniu i realizacji polityki rolnej i społecznej,
2. ustalaniu poziomu i zasad kształtowania cen na środki produkcji rolniczej i usług dla rolnictwa,
3. ustalaniu warunków kontraktacji oraz cen skupu i sprzedaży produktów rolnych,
4. ustalaniu zasad i warunków kooperacji w rolnictwie;
5. opracowywaniu planów społeczno-gospodarczych w części dotyczącej wsi i rolnictwa,
6. sprawowaniu społecznej kontroli nad funkcjonowaniem jednostek organizacyjnych obsługujących rolnictwo i mieszkańców wsi.